# Motolský ordovik
Motolský ordovik je chráněné území vyhlášeno jako přírodní památka od 1. září 1988 vyhláškou č. 5/1988 Sb. NVP. Jedná se o nejmenší chráněné území v Praze o rozloze 0,2 ha ležící v nadmořské výšce 336 až 338 m n. m. Údolí se nachází na západním okraji Prahy mezi Motolem a Stodůlkami nedaleko od největší pražské nemocnice Motol a přibližně 200 m od nadjezdu nad Bucharovou ulicí. Jedná se o významný geologický profil zářezu železniční tratě Praha-Slaný. Oblast spravuje Magistrát hlavního města Prahy.
Přírodní památka Motolský ordovik má severní hranici s přírodní památkou Kalvárie v Motole, a proto tyto dvě PP mají částečně společné ochranné pásmo. Toto území má význam především jako geologický úkaz profilu dobrotivského a berounského stupně ordoviku, který má bohaté naleziště trilobitů a hyolitů.

## Historie

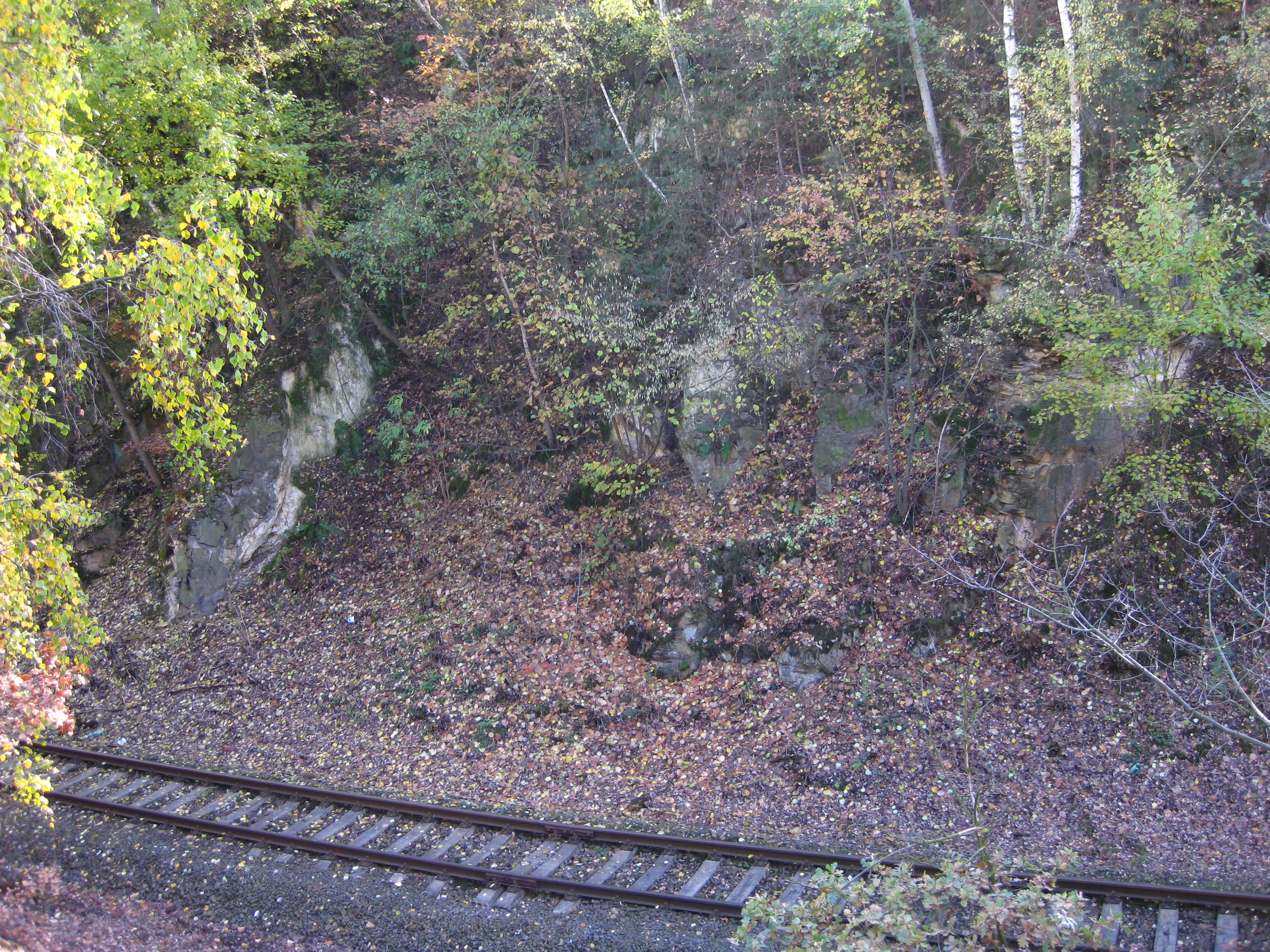
Zářez Buštěhradské dráhy

V sedmdesátých letech 19. století vznikl při budování Buštěhradské dráhy v terénu zářez, čímž došlo ke vzniku význačného geologického profilu s odkrytými vrstvami břidlic.

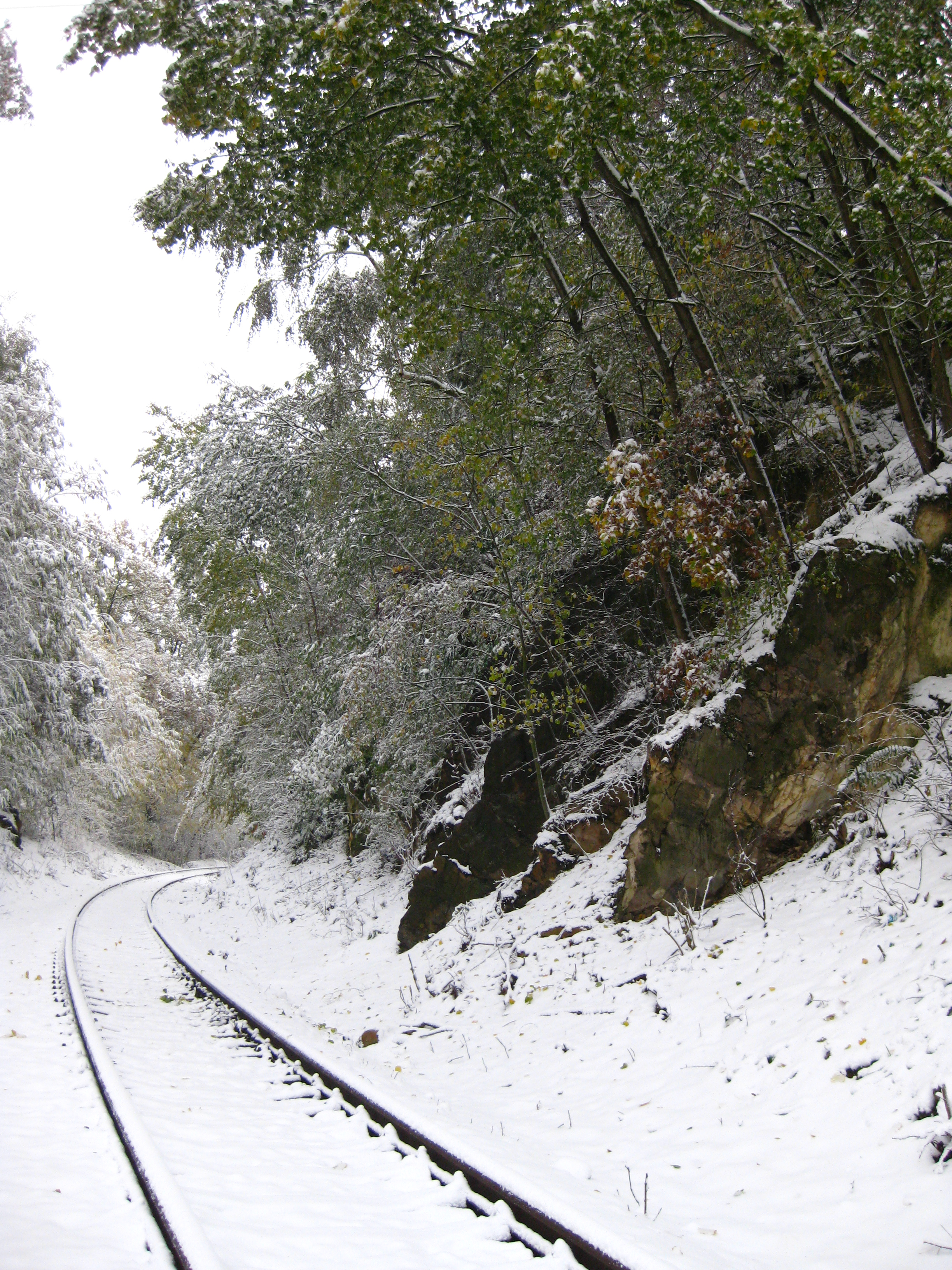
Motolský ordovik v zimě

## Přírodní poměry

### Geologie
Toto území patří k českému masivu, konkrétně oblasti bohemikum. Z geologického hlediska se jedná o oblast Barrandien. Jedná se o vrstvy na rozhraní dobrotiv – beroun z geologického útvaru starších prvohor - ordovik, které mají odkrytý charakter.
Rozhraní dobrotiv – beroun je vyjádřeno ve dvou základních faciích – břidlice a křemence. Svrchní polohy dobrotivského souvrství jsou zastoupeny dobrotivskými břidlicemi a spodní polohy libeňského souvrství – libeňskými břidlicemi a řevnickými křemencemi. Řevnické křemence dosahují mocnosti 15 – 40 m. To jsou bělošedé, deskovité až lavicovité křemence. Druhá facie jako libeňské břidlice je představená černými, jílovými břidlicemi se slabou prachovou příměsí.

### Paleontologie
Geologický profil představuje jedno z míst v pražské pánvi s poměrně hojnou faunou i mikrofaunou. Pro tuto lokalitu typickým druhem z trilobitů je Placoparia (Coplacoparia) borni, kterou dost těžce nalézt. Dalšími typickými druhy pro svrchní část dobrotivského souvrství jsou Pragolithus praecedens, Nobiliasaphus repulsus, Cyclopyge bohemica, Mytocephala mytoensis a Selenopeltis kamila.
Fauna trilobitů je doplněna méně hojnými ramenonožci Eumorpholites hanusi, Paterula circina a Ptychopeltis salopiensis. Ze zástupců konulárii zde najdeme Plectoconularia sp. a Pseudoconularia grandissima, jednoho zástupce gastropoda – Sinuites sowerbyi, graptolita – Cryptograptus tricornis a zástupce korýše – Caryocaris wrighti.

### Flora

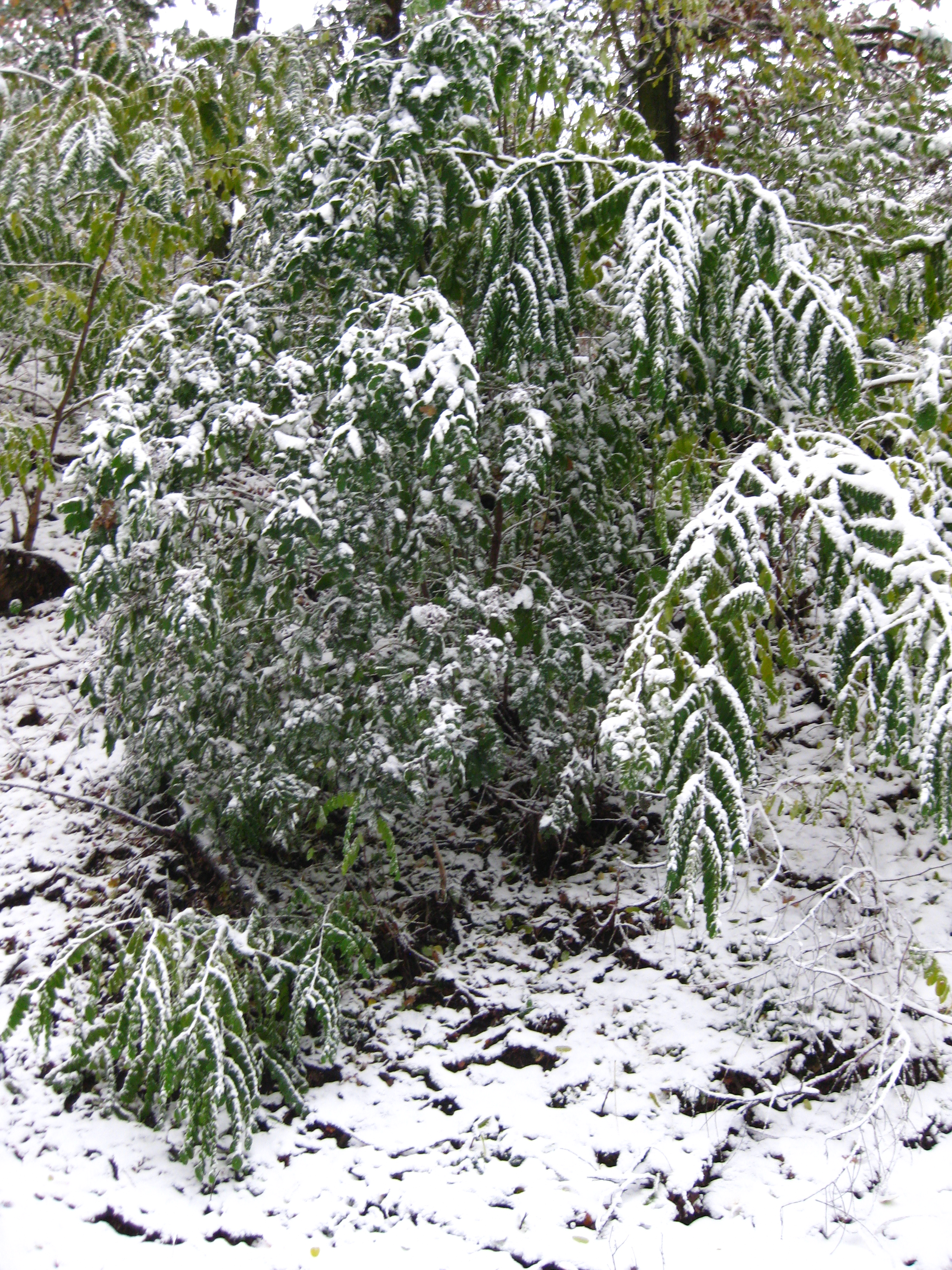
Trnovník akát

Toto území se nachází na nelesním pozemku jako zářez jinonické tratě Praha – Smíchov – Slaný a převažuje zde křovinatý porost s chudým bylinným patrem. V horní části profilu najdeme dub zimní (Quercus petraea), vlaštovičník větší (Chelidonium majus), ořešák královský (Juglans regia), kuklík městský (Geum urbanum), trnovník akát (Robinia pseudoacacia), netýkavka malokvětá (Impatiens parviflora), třešeň ptačí (Prunus avium), bez černý (Sambucus nigra), lipnice hajní (Poa nemoralis), trnka obecná (Prunus spinosa) a violka lesní (Viola reichenbachiana).

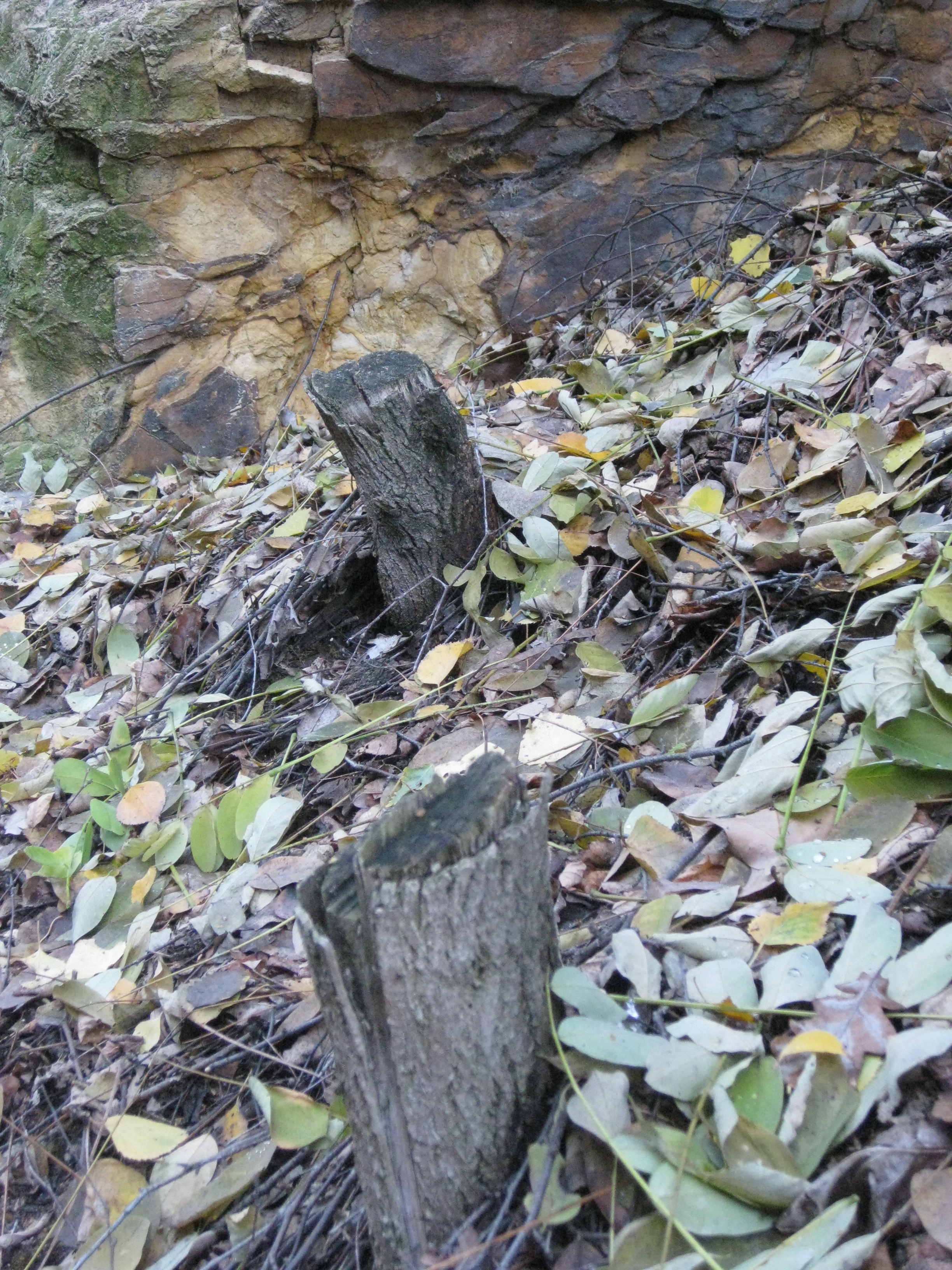
Kácený akát

Severně od trati je listnatý háj s převahou břízy bělokoré (Betula pendula), duba zimního (Quercus petraea), misty můžeme vidět vtroušené borovice lesní (Pinus sylvestris) a topol osika (Populus tremula). Mimo to zde rostou další druhy, například habr obecný (Carpinus betulus), Agrostis canina, vřes obecný (Calluna vulgaris), krušina olšová (Frangula alnus), janovec metlatý (Cytisus scoparius).  Podél trati roste a šíři se ovsík (Arrhenatherum elatius), líska obecná (Corylus avellana), srha laločnatá (Dactylis glomerata), přeslička rolní (Equisetum arvense), kakost smrdutý (Geranium robertianum), netýkavka malokvětá Impatiens parviflora, lnice květel (Linaria vulgaris), trnovník akát (Robinia pseudacacia), ostružiník křovitý (Rubus fruticosus agg.) a zlatobýl kanadský (Solidago canadensis).

### Fauna
Vzhledem k malé rozloze chráněného území výskyt obratlovců není hodnocen samostatně, a proto není předmětem ochrany.
Nevýznamnost přírodní památky z hlediska blanokřídlého hmyzu byla konstatovana v roce 1994 Zdeňkem Pádrem, který provedl jediný zoologický průzkum a napsal: „je to lokalita nezajímavá a nevýznamná, co do výskytu blanokřídlých tu nejsou druhy, které zasluhují větší pozornosti“. Jinak zde najdeme třásníčka bílého (Opostega salaciella),minovníček) (Tischeria decidua), plochuška (Luquetia lobella), plochuška janovcová (Agonopterix scopariella), skvrnuška hadincová (Ethmia terminella), pouzdrovníček (Coleophora currucipennella), obaleč (Aethes tesserana), (Eucosma scutana), zavíječ (Myelopsis tetricella), travařík (Agriphila selasella), zelenopláštník řebříčkový (Thetidia smaragdaria), stužkonosku úskopásnou (Catocala promissa), hnědopáska dubová (Minucia lunaris), zeleněnka dubová (Bena bicolorana) a zlatokřídlec lipový (Xanthia citrago), kteří jsou indikátory 2. stupně, což znamená, že v některých případech zasluhují zákonnou ochranu. Pro zachování podmínek pro existenci druhu by bylo vhodné případně v rámci pěstební péče zlepšit tyto podmínky.
Z entomologického hlediska je chráněné území významnou lokalitou pilatek(Tenthredinidae). Na jaře se na okraji listnatého porostu vyskytuje svižník polní (Cicindela campestris) a svižník lesní (Cicindela sylvicola).

## Ochrana
Hlavním cílem je dosáhnout původního složení dřevin na území a vyloučit nepůvodní druhy. Spočívá to ve vyřezání dřevin z vlastního profilu severně od trati, a na celém území vykácet akát s odstraněním jeho zmlazení. Současnou druhovou skladbu lze odhadnout na trnovník akát 40 %, bříza bělokorá 35 %, dub zimní 15 %, borovice 5 %, ostatní 5 %. Jedním z dalších cílů je intenzivně a úplně likvidovat trnovník akát i jeho zmlazení. V letech 2010 – 2024 je podle Plánu péče na kácení akátu a odstranění jeho zmlazení vyděleno 120 000 Kč na každý rok. Použitou metodou pro likvidaci je vyřezání a ošetření arboricidem.
Samostatný geologický profil je potenciálně ohrožen. Ohrožení je spojeno s rekonstrukcí železniční trati, konkrétně s rozšiřováním zářezu nebo nevhodnou stabilizací svahů tj. cementováním apod. Ohrožení také představují lidé, kteří provádí nekontrolovatelnou sběratelskou činnost. Tím dochází mimo jiné k porušování stability svahů.

## Turismus
Okolo přírodní památky nejsou žádné informační tabule značící chráněné území. Protože je tato lokalita velmi špatná přístupná, není hojně turisticky využívaná, přičemž samotný vstup je na vlastní nebezpečí.

## Fotografie Motolský ordovik

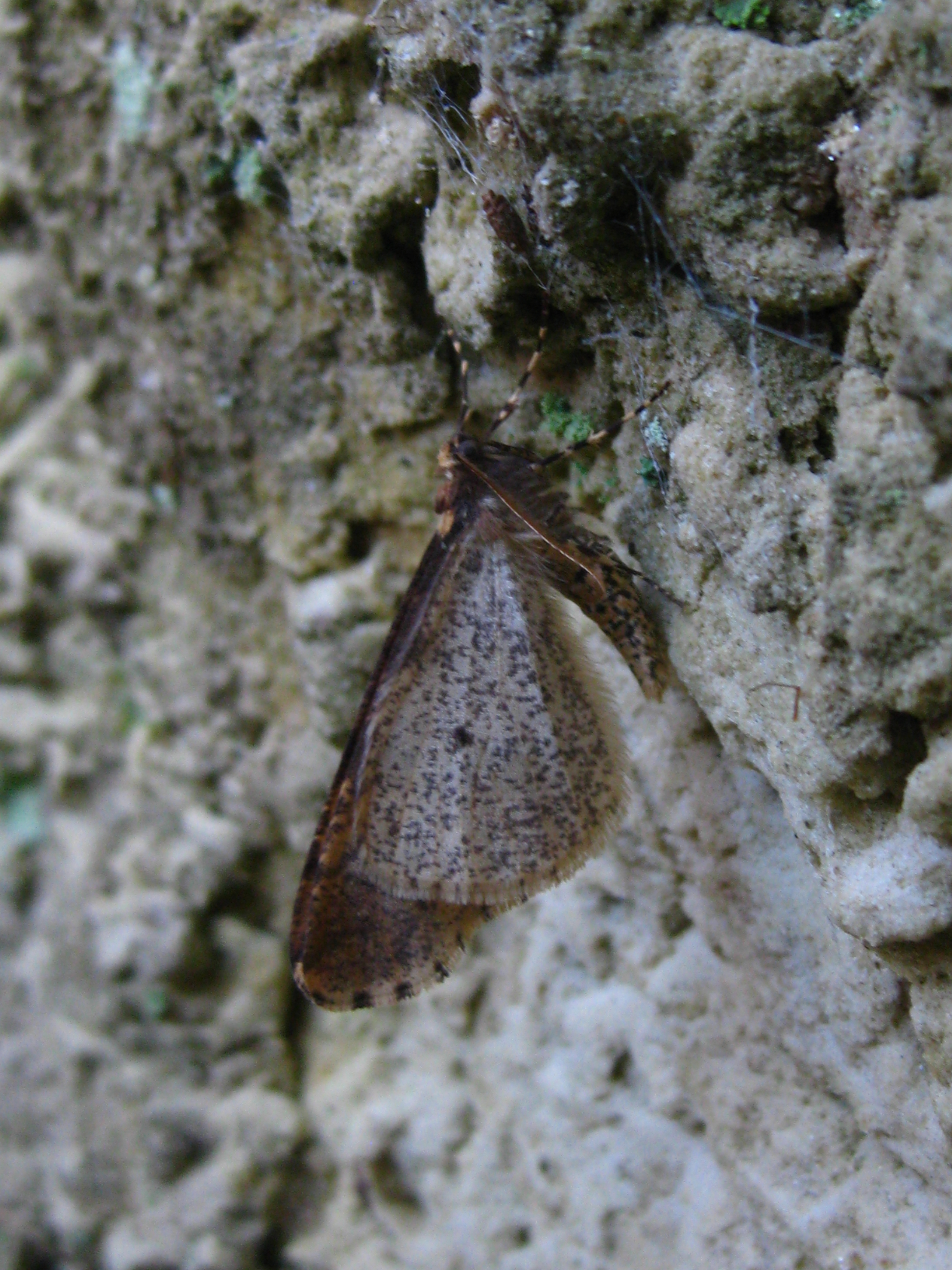
Jeden z druhu motylů
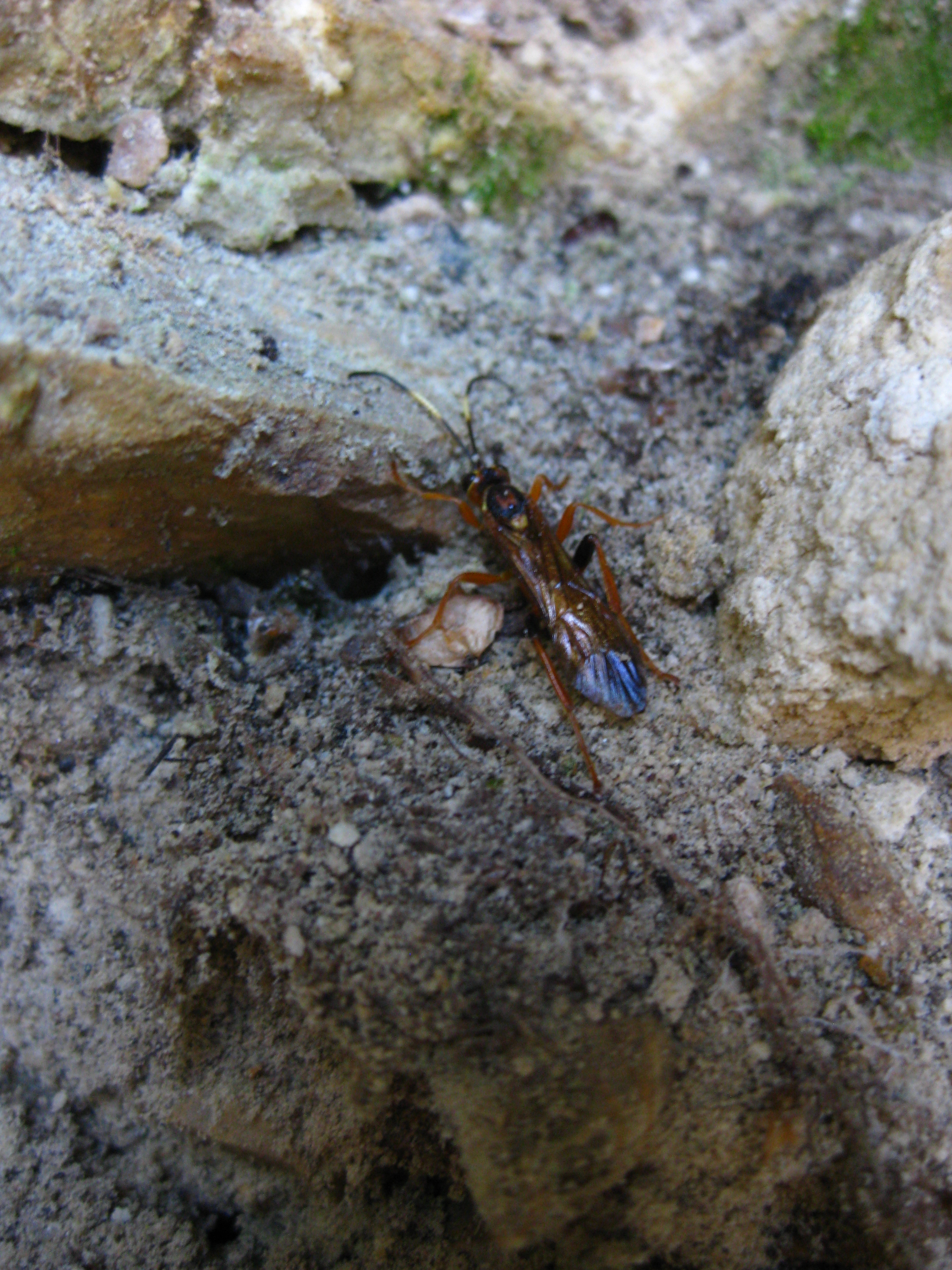
Pílatka
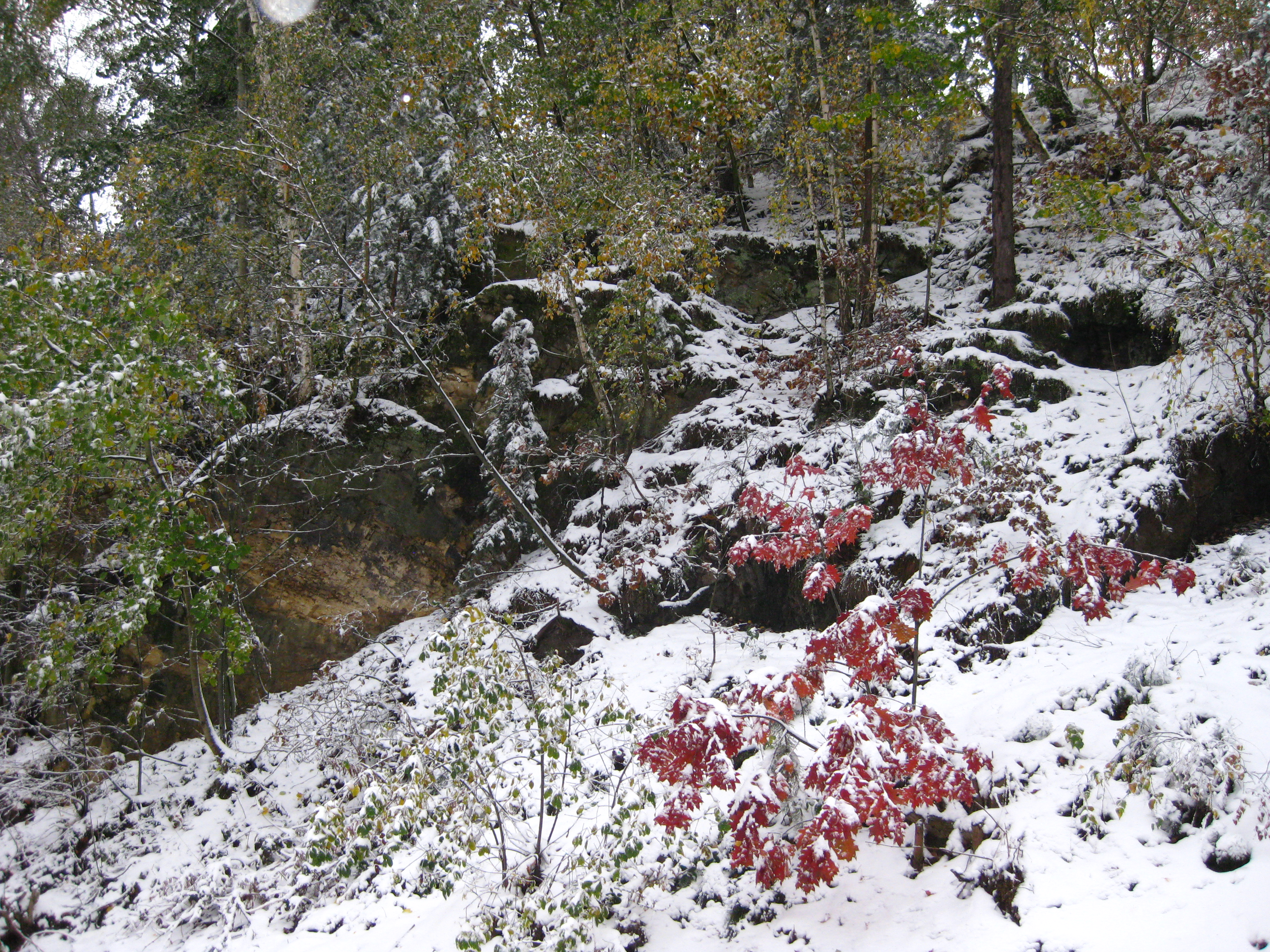
Pohled na rozmanitost dřevin
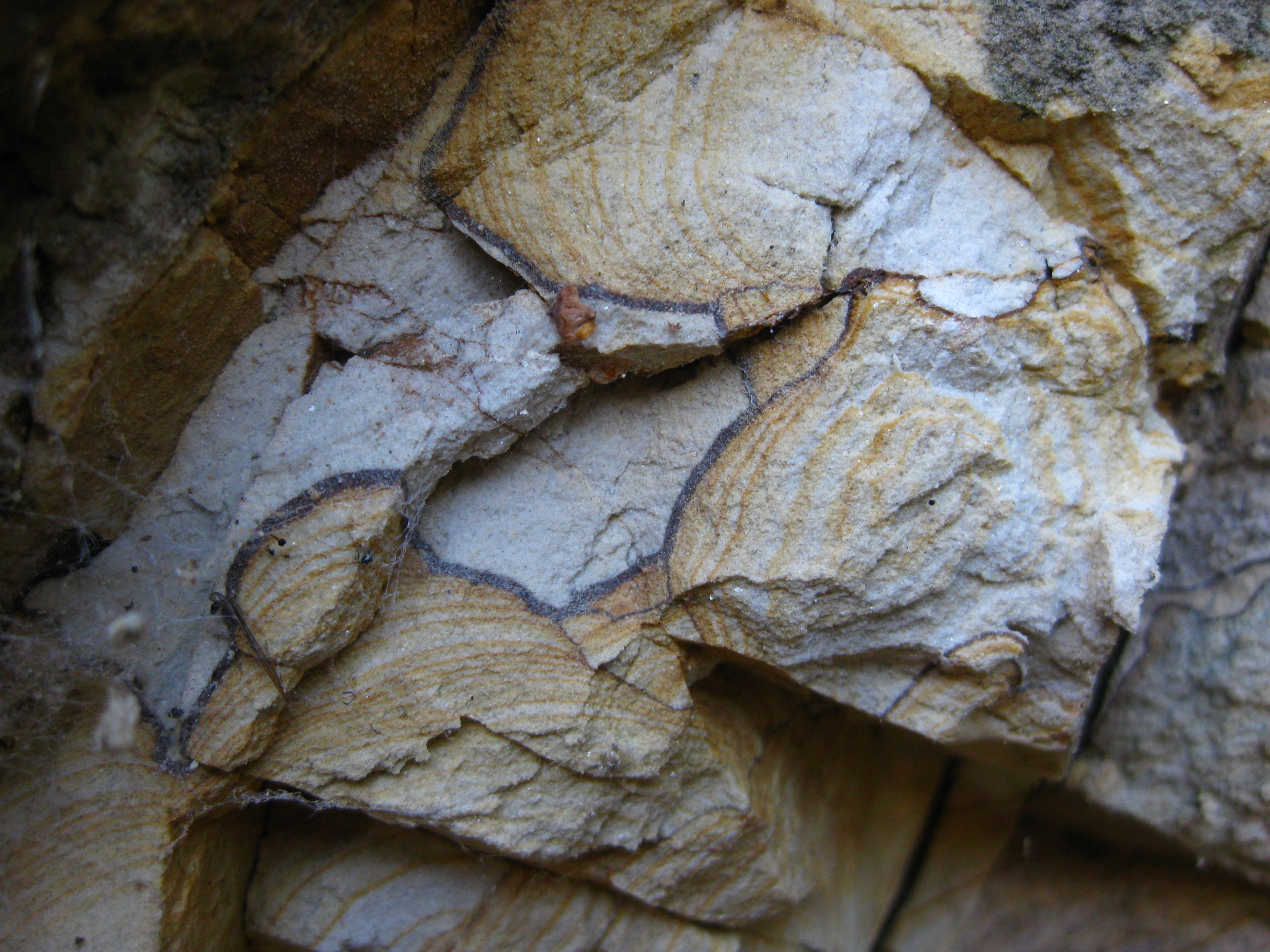
Geologický profil
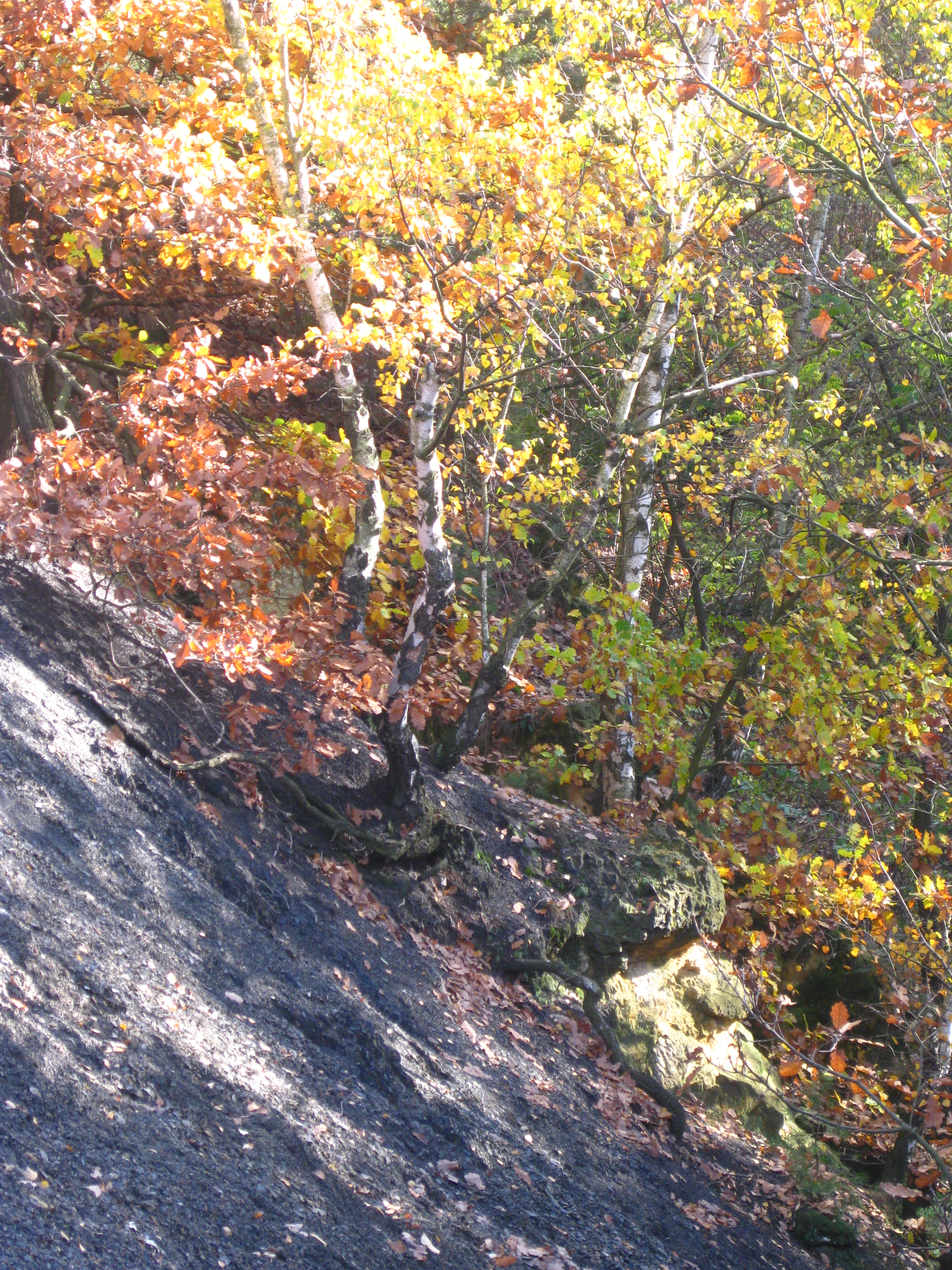
PP Motolský ordovik
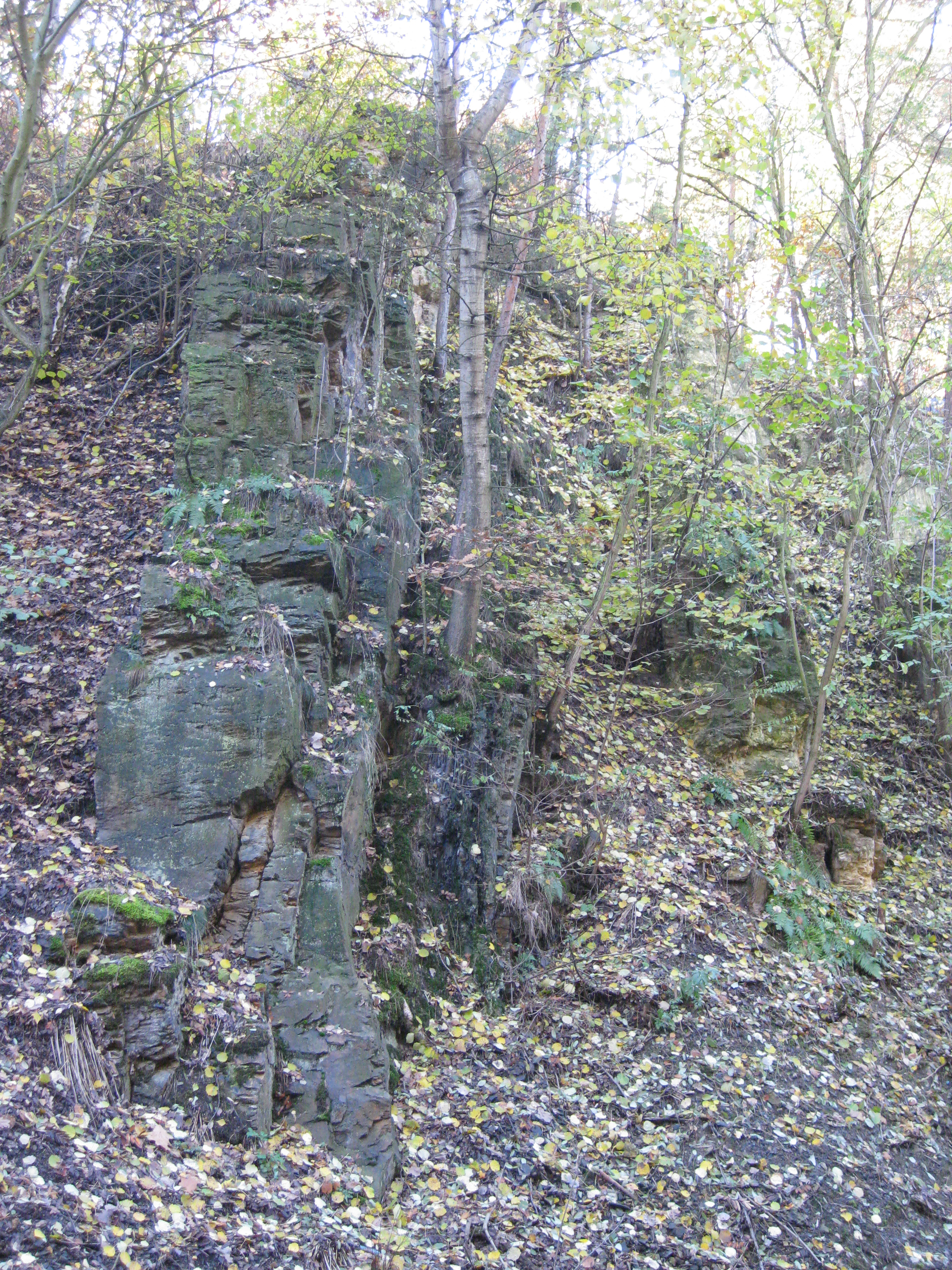
Výchozy ordovických křemenců v PP Motolský ordovik